# Années 1230
Les années 1230 couvrent la période de 1230 à 1239.

## Évènements
- Vers 1220-1235 : en Afrique de l'ouest, Sundjata Keïta, fondateur de l'empire du Mali, contraint, à Siby, les Malinkés à se lier par serment les uns aux autres. Il forme une armée contre le royaume de Sosso et réussit à vaincre l’armée de Soumaoro Kanté en 1235 à Kirina[1].

- 1229-1277 : prospérité du royaume hafside sous les règnes d’Abu Zakariya et de son fils al-Mustansir. L’or du Mali aboutit à Tunis, où viennent commercer des Génois, des Pisans et des Vénitiens. Les émigrés andalous contribuent à l’enrichissement et l’embellissement de la ville[2].

- 1229-1238, Reconquista : Jacques Ier le Conquérant prend Majorque (1229) et conquiert le royaume de Valence (1238) aux musulmans. Ferdinand III de Castille prend Cordoue en 1236[3].

- 1230-1240 : crise de l'ordre des Franciscains au sujet de la pauvreté[4].
- 1231-1240 : invasions mongoles de la Corée. Des garnisons permanentes sont installées, et le pays doit se soumettre[5].
- 1234-1236 : en Chine, les Mongols renversent la dynastie Jin (1234) et attaquent les Song (1234-1236)[6].

- Vers 1238-1240 : fondation du premier royaume thaï à Sukhothaï. Il se rend indépendant de l'Empire khmer[7].
- 1237-1240 : invasion de la Russie par les Mongols[8].
- 1239-1241 : la croisade des barons dirigée par le comte de Champagne obtient la restitution de territoires au royaume de Jérusalem et sécurise le pèlerinage de Jérusalem[9].

## Personnages significatifs
- Al-Kamel - Albert de Buxhoeveden - Batu - Béla IV de Hongrie - Blanche de Castille - Élie de Cortone - Ferdinand III de Castille - Frédéric II du Saint-Empire - Grégoire IX - Robert Grossetête - Ivan Asen II - Jacques Ier d'Aragon - Jean de Brienne - Håkon IV de Norvège - Henri III d'Angleterre -  Louis IX de France - Mindaugas - Ögödei - Pierre Mauclerc - Raymond VII de Toulouse - Raziyâ - Soundiata Keïta - Tchormaghan - Valdemar II de Danemark - Venceslas Ier de Bohême